# Genaside II
Genaside II is een Britse rave- en drum-'n-bassgroep die in de vroege jaren negentig singles uitbracht. De groep heeft een zeer wisselende bezetting gekend waarbij Kris Ogden het enige permanente lid is geweest. Ogden valt tijdens optredens op door het dragen van monsterlijke maskers. Het bekendste nummer van de groep is Narra Mine uit 1991, die in 1997 bekender werd door een heruitgave waaraan ook de Wu-Tang Clan een bijdrage deed. Ondanks stevige ambities en opvallende samenwerkingen met anderen, wist de formatie nooit echt door te breken. In 2002 werd Genaside II inactief en werd Ogden verdienstelijk actief als producer van muziek voor reclames en modeshows.

## Biografie
Genaside II werd in 1989 opgericht door Kris Ogden "Kris Bones" en Paul Hamilton "Chilly Phats". De eerste single is Death Of The Kamikazee (1990) en is een bescheiden succes in de hitlijsten. Tijdens de opkomst van de Britse ravescene in 1991 brengen ze de single Narra Mine uit die het goed doet in de ravescene. Als vaste MC wordt daarmee Michael "Killerman" Archer aan de formatie toegevoegd. Het refrein wordt gezongen door Sharon Williams. Voor The Prodigy maken ze een remix van het nummer Jericho. Het is hun belangrijkste remix die nog jaren op compilaties zal terugkeren. Daarna volgt een periode waarin andere projecten de boventoon voeren. Minder bekend is de track Hellraiser, die later door The Prodigy zal worden gebruikt voor hun hit Firestarter. Door onenigheden tussen Ogden en Hamilton ligt Genaside vijf jaar stil. In 1995 is alles bijgelegd keert Genaside II terug. Als ze in de Verenigde Staten op een festival staan met de band The New Power Generation worden ze door hen in contact gebracht met de Wu-Tang Clan. Met het ambitieuze album New Life 4 The Hunted waarop gastbijdragen staan van reggae-ster Eek-A-Mouse en Soul II Soul-zangeres Rose Windross. De groep is dan mee bewogen naar het in die periode populaire drum-'n-bass. De contacten met de Wu-Tang-clan resulteren in een samenwerking met Cappadonna en enkele andere rappers op het hiphop-uitstapje Basic Killer Instinct (1996) opgenomen. Ook maken ze een coverversie van Under the Bridge van de Red Hot Chili Peppers. Ook de single Narra Mine wordt opnieuw uitgebracht met remixes van Wu-Tang Clan en Armand Van Helden. Deze bereikt de onderste regionen van de Britse hitlijsten. Er verschijnt ook een dubbelcd met op de tweede cd met enkele covers door The New Power Generation. De bescheiden succesjes zorgen ervoor dat Genaside II in het voorprogramma van The Prodigy en Tricky staat. De verkoop van het album valt echter tegen, waardoor ze niet verder kunnen bij het platenlabel Internal. In 1999 verschijnt het album Ad Finité op het Durban Poison label van Tricky. Hij is ook te gast op het album. Het album opent met het nummer The Genaside Will Not Be Televised wat een sample van The Revolution Will Not Be Televised Gil Scott-Heron gebruikt. Daarna haakt Hamilton af. In 2002 verschijnt nog Return Of The Redline Evangelist dat enkel door Ogden wordt geproduceerd. Dit album doet weinig stof opwaaien. Daarna valt Genaside II stil. Ogden legt zich daarna toe op het produceren van muziek voor reclames. Ook komt hij wanneer hij bij een modeshow draait in contact met de modeontwerpster Donna Karan. Voor haar maakt hij muziek bij diverse campagnes.

## Discografie

### Albums
- New Life 4 The Hunted (1996)
- Ad Finité (1999)
- Return Of The Redline Evangelist (2002)